# Câble de liaison PlayStation
 (octobre 2019).
Si vous disposez d'ouvrages ou d'articles de référence ou si vous connaissez des sites web de qualité traitant du thème abordé ici, merci de compléter l'article en donnant les références utiles à sa vérifiabilité et en les liant à la section « Notes et références ».

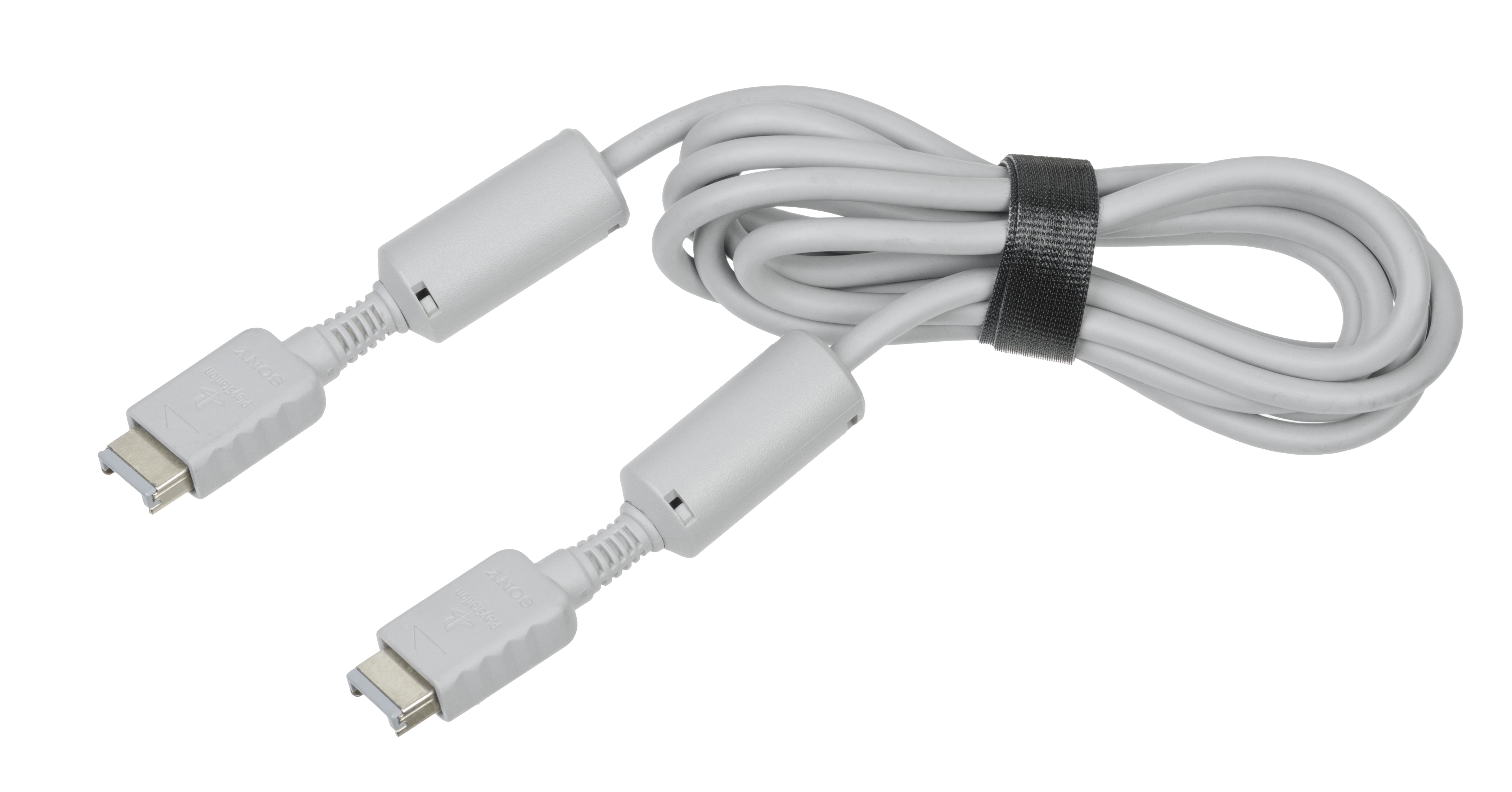
Un câble de liaison (SCPH-1040) pour console PlayStation

Le câble de liaison PlayStation (SCPH-1040) est un câble périphérique pour la console PlayStation. Utilisant le port entrées-sorties disposé à l'arrière de la plupart des modèles PlayStation, il permet d'interconnecter deux consoles pour jouer à des jeux multijoueur compatibles.
Conçu uniquement pour les modèles PlayStation originaux, il n'est pas compatible avec les successeurs redessinés, telle la PSone.
Le périphérique apporte l'avantage de se passer d'un écran partagé pour le multijoueur, permettant à chaque joueur de profiter d'un plein écran, et augmentant de fait les performances du jeu (une seule vue rendue par console). Cependant, l'utilisation de ce câble nécessite deux téléviseurs, deux consoles de jeux (avec les câbles qui leur sont propres), et deux exemplaires du jeu en cours de lecture (à l'exception des jeux Armored Core: Master of Arena, Command and Conquer : Alerte rouge  et Command and Conquer : Alerte Rouge : Missions Tesla, puisqu'ils contiennent deux disques).

## Jeux compatibles avec le câble de liaison PlayStation
- Armored Core
- Armored Core: Project Phantasma
- Armored Core: Master of Arena
- Assault Rigs
- Blast Radius
- Bogey Dead 6
- Burning Road
- Bushido Blade
- Bushido Blade 2
- Car and Driver Presents Grand Tour Racing 98
- CART World Series
- Command and Conquer : Alerte rouge
- Command and Conquer : Alerte Rouge : Missions Tesla
- Cool Boarders 2
- Dead in the Water
- Descent
- Descent Maximum
- Destruction Derby
- Dodgem Arena
- Doom
- Duke Nukem: Total Meltdown
- Dune 2000
- Explosive Racing
- Final Doom
- Formula 1
- Formula 1 98
- Independence Day
- Krazy Ivan
- Mario Andretti Racing (2 à 4 joueurs)
- Monaco Grand Prix: Racing Simulation 2
- Motor Toon Grand Prix
- R4: Ridge Racer Type 4 (2 à 4 joueurs)
- Red Asphalt
- Ridge Racer Revolution
- Rock n' Roll Racing 2
- Rogue Trip: Vacation 2012
- San Francisco Rush: Extreme Racing
- Streak - Hoverboard Racing
- Test Drive 4
- Test Drive 5
- Test Drive Off-Road
- The Need for Speed
- TOCA 2 Touring Cars
- Trick'N Snowboarder
- Twisted Metal III
- Wipeout
- Wipeout 2097
- Wipeout 3: Special Edition (2 à 4 joueurs)
- Wing Over